# Chatsworth (Illinois)
Chatsworth – miasto w Stanach Zjednoczonych, w stanie Illinois, w hrabstwie Livingston.